# Cosecha de plantas medicinales
El empleo de plantas para fines terapéuticos ha formado parte de las actividades particulares de muchas culturas a lo largo de la historia humana. Muchas de sus tradiciones son mantenidas la actualidad, a pesar del surgimiento y consolidación de la química farmacéutica como parte fundamental de la medicina moderna, basada fundamentalmente en principios activos de síntesis, cuyos principios están en la química moderna a nivel elemental. Sin embargo, la fitoterapia, denominación moderna para el cultivo de plantas medicinales, explica algunas de sus propiedades en ciertas moléculas que son sintetizadas en el organismo de especies vegetales específicas, las cuales pueden formar parte del tratamiento de algunas enfermedades. Sin embargo no es una actividad que pueda improvisarse.
Por este motivo, la cosecha de las plantas medicinales, su preparación y su ulterior almacenamiento son actividades que deben encararse con mucha seriedad, sin recibir influencias de pseudociencias.  Las fechas de recolección y los procedimientos para su preparación y almacenamiento varían según de que planta se trate y de los conocimientos decantados a través del tiempo por las varias culturas que los utilizan.

## Cosecha
La cosecha  de las plantas medicinales se hace necesaria, básicamente por dos motivos: primero, porque las condiciones meteorológicas y el ciclo vegetativo de las plantas asociado a este muy frecuentemente hace que la planta no esté disponible todo el año; y, segundo, porque el uso de muchas plantas se ha extendido a regiones donde estas no crecen naturalmente.
La cosecha se efectúa generalmente por medios manuales, cuidando de no destruir las plantas, cuando esto es posible, es decir cuando la parte que se utiliza de la misma permite que esta se reponga, si es de ciclo plurianual. Adicionalmente existen una serie de prácticas que deben ser respetadas, como por ejemplo: Cuidar que las partes recogidas estén libres de plagas y enfermedades; que las raíces, rizómas, bulbos y cormos se recojan antes de la floración, en cambio las hojas deben recogerse al inicio de esta, y las flores cuando se encuentren abiertas.
Los conocedores de estos procesos recomiendan que la recolección se de en las horas de la mañana, antes de las 10:00 y por la tarde, cuando el sol ya ha bajado. La hora en que se recolecta la planta o parte de esta, y la edad de esta tiene influencia en la presencia de los principios activos.

## Lavado
El lavado solo es necesario para eliminar suciedades o la tierra que pudiera estar adherida. Normalmente se lava con agua fría, y se le suele adicionar algunas gotas de limón, una cucharadita de sal o algunas gotas de yodo.

## Secado
El mundo se hace necesario, y debe hacerse inmediatamente después de la cosecha para evitar que los fermentos contenidos en las plantas las alteren. En el proceso de secado debe ser listo que se pierdan compuestos activos, principalmente si se trata de plantas aromáticas. Para este fin el secado se hace a la sombra y con buena ventilación.

## Almacenamiento
El almacenamiento garantiza la conservación de las propiedades de las plantas medicinales, por lo tanto debe ser preparado con cuidado, evitando la humedad.